# Ulf Björklund
Ulf Daniel Elias Björklund, född 19 augusti 1943 i Norrköping (Sankt Olai), är en svensk tidigare rektor och politiker (kristdemokrat).
Björklund var kommunalråd i Orsa kommun 1988–1991 och riksdagsledamot 1991–2002, invald i Dalarnas läns valkrets. Björklund var ledamot av bostadsutskottet 1991–2000 och ordförande i miljö- och jordbruksutskottet 2000–2002. Han var även suppleant i EU-nämnden 2000–2002.